# Marian Niemiec
Marian Niemiec (ur. 17 lutego 1961 w Kobielicach) – polski duchowny luterański, proboszcz parafii ewangelicko-augsburskiej w Katowicach, w latach 2014–2024 biskup diecezji katowickiej Kościoła Ewangelicko-Augsburskiego w Polsce.

## Życiorys
W 1984 ukończył studia w zakresie teologii ewangelickiej na Chrześcijańskiej Akademii Teologicznej w Warszawie. Następnie odbył praktyki kandydackie w ewangelickich parafiach w Koninie oraz Starym Bielsku. Ordynowany na duchownego Kościoła Ewangelicko-Augsburskiego przez ks. bp. Janusza Narzyńskiego 24 listopada 1985 w Mikołowie.
Po ordynacji jako wikariusz pełnił posługę w parafiach w Starym Bielsku i Opolu. W 1990 został mianowany proboszczem-administratorem parafii w Opolu. W latach 1993–2014 był wybranym proboszczem tej parafii.
Ukończył studia doktoranckie na Wydziale Teologicznym Uniwersytetu Opolskiego. W 2007 otrzymał stopień naukowy doktora teologii ekumenicznej na podstawie rozprawy pt. Problem nauki o usprawiedliwieniu w dokumentach dialogu luterańsko-rzymskokatolickiego na forum światowym, której promotorem był ks. prof. dr hab. Zygfryd Glaeser.
Od 2004 jest prezesem Zarządu Stowarzyszenia Hospicjum Opolskie.
Od 2006 był wybranym członkiem Synodu Kościoła z listy duchownych. Był przewodniczącym Komisji Rewizyjnej Kościoła. W latach 2011–2014 pełnił funkcję radcy Konsystorza Kościoła.
W latach 2002–2012 pełnił również funkcje radcy diecezjalnego diecezji katowickiej. Po śmierci ks. bpa Tadeusza Szurmana w trakcie konferencji duchownych diecezji katowickiej został wytypowany na kandydata księży na urząd biskupa diecezji. 10 maja 2014 synod diecezji wybrał go na ten urząd.
29 czerwca 2014 Zgromadzenie Parafialne zdecydowało o wybraniu go na stanowisko proboszcza parafii ewangelicko-augsburskiej w Katowicach. Uroczysta instalacja odbyła się 7 września 2014 w Kościele Zmartwychwstania Pańskiego w Katowicach.
Konsekracja biskupa oraz wprowadzenie w urząd biskupa diecezjalnego Diecezji Katowickiej odbyła się w kościele Zmartwychwstania Pańskiego w Katowicach w dniu 14 września 2014. Konsekratorem był zwierzchnik Kościoła bp Jerzy Samiec, w asyście bpa Ryszarda Bogusza – zwierzchnika diecezji wrocławskiej i bpa Rudolfa Bażanowskiego – zwierzchnika diecezji Mazurskiej Kościoła. 
15 czerwca 2024 w trakcie synodu diecezji katowickiej nie otrzymał wymaganej liczby głosów i nie został wybrany na drugą kadencję. Zakończył swoje urzędowanie z dniem 30 września 2024. 
Od 11 kwietnia 2015 do 30 września 2024 był zastępcą zwierzchnika Kościoła Ewangelicko-Augsburskiego w Polsce bp. Jerzego Samca.
W 2017 został laureatem Nagrody im. Wojciecha Korfantego.
Jest żonaty, ma córkę Noemi oraz syna Karola.